# یوتارپتر
یوتارَپتر (نام علمی: Utahraptor) سرده‌ای از دایناسورهای تروپود گوشت‌خوار است که در اوایل دوره کرتاسه و بین ۱۳۹ تا ۱۳۴٫۶ میلیون سال پیش در آمریکای شمالی زندگی می‌کرد. گونه خاص این سرده با نام یوتارپتر اوستروم‌مایسی شناخته می‌شود. یوتارپتر از خانواده دونده‌خزندگان و خویشاوند نزدیک دایناسورهایی مثل دینونیکوس و ولاسیرپتر بود که میلیون‌ها سال پس از یوتارپتر فرگشت یافتند. با این وجود یوتارپتر از جثه‌ای به مراتب بزرگ‌تر از این دو خویشاوند نزدیک خود برخوردار بود و تخمین زده می‌شود که این گونه دایناسور بین ۵ تا ۷ متر طول، ۱٫۸ تا ۲ متر ارتفاع تا کپل و حدود ۲۵۰ تا ۵۰۰ کیلوگرم وزن داشته است. یوتارپتور از دایناسورهایی شامل: ایگنیودونتین و تریزینوسوروئید تغذیه می‌کرد.